# Henry D. Hatfield

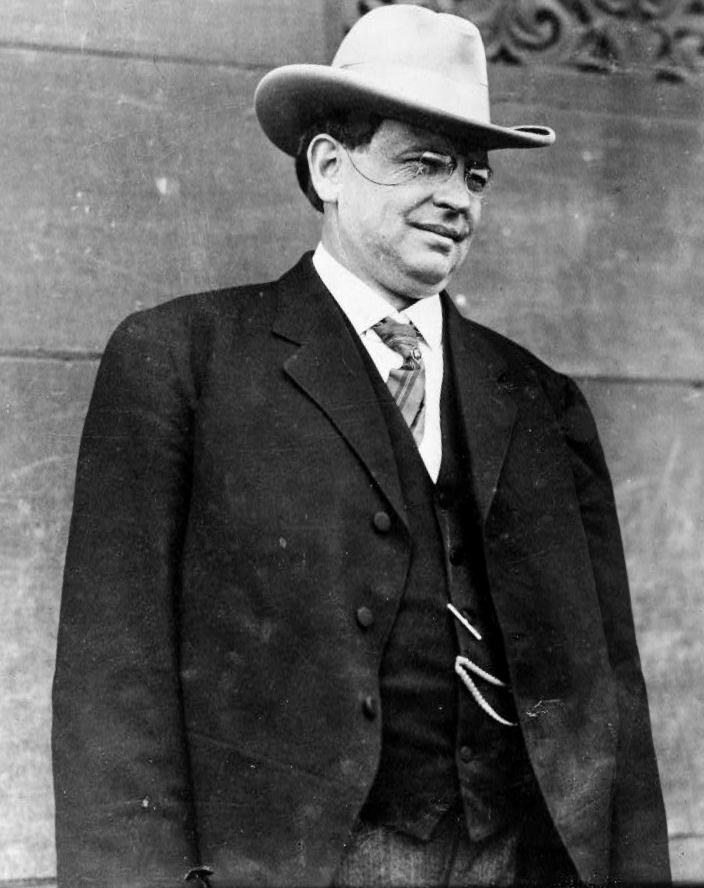
Henry D. Hatfield

Henry Drury Hatfield (* 15. September 1875 im Logan County, West Virginia; † 23. Oktober 1962 in Huntington, West Virginia) war ein US-amerikanischer Politiker (Republikanische Partei) und von 1913 bis 1917 der 14. Gouverneur von West Virginia. Außerdem vertrat er diesen Bundesstaat auch im US-Senat.

## Frühe Jahre und politischer Aufstieg
Henry Hatfield besuchte das Franklin College in New Athens (Ohio). Anschließend studierte er an verschiedenen Universitäten Medizin. Später wurde er zunächst Arzt bei der Eisenbahngesellschaft Norfolk and Western Railroad, dann Leiter der Gesundheitsbehörde (Commissioner of Health) im Mingo County; außerdem sorgte er für die Errichtung eines Krankenhauses für Bergleute in Welch und wurde dessen Leiter. Nach der Jahrhundertwende widmete sich Hatfield auch der Politik. Zwischen 1900 und 1905 fungierte er als Leiter der Straßenbaubehörde im McDowell County. Hier war er für die Kreisstraßen zuständig. Zwischen 1908 und 1912 saß er im Senat von West Virginia; im Jahr 1911 war er dessen Präsident. Während dieser Zeit war er nebenbei immer noch als Arzt für die Eisenbahngesellschaft tätig.

## Gouverneur von West Virginia
Im Jahr 1912 gewann Hatfield als republikanischer Kandidat die Wahl zum Gouverneur West Virginias gegen den Demokraten W. R. Thompson. Er trat seine vierjährige Amtszeit am 4. März 1913 an. Als Gouverneur unterstützte er die Rechte der Arbeiter und der Gewerkschaften. Eine seiner ersten Amtshandlungen war die Beendigung eines Streiks im Kanawha County, indem er den Parteien keine andere Wahl ließ, als seinen Schlichterspruch zu akzeptieren. Als Folge eines Minenunglücks mit 180 Toten wurden einerseits die Sicherheitsvorkehrungen und Vorschriften im Bergbau verbessert und auf der sozialen Seite Gesetze zur Absicherung und Entschädigung der Opfer erlassen, die damals bundesweit vorbildlich waren. Vor seinem medizinischen Hintergrund ist es nicht verwunderlich, dass ausgerechnet er ein Gesundheitsministerium in West Virginia ins Leben rief. Andere von Hatfield in die Wege geleitete Projekte waren die Gründung eines staatlichen Arbeitsamtes, eine Wahlreform und eine Erhöhung der Steuern für die Industrie. Im Jahr 1914 hatte West Virginia das Prohibitionsgesetz erlassen, wonach Verkauf und Handel alkoholischer Getränke im Staat verboten wurden. Das geschah vor dem Hintergrund einer bundesweiten Debatte über die Einführung eines solchen Gesetzes. Im Jahr 1919 wurde dann bundesweit ein entsprechendes Gesetz per Verfassungszusatz eingeführt und 1933 wegen praktischer Undurchführbarkeit wieder aufgehoben.

## US-Senator
Da die Verfassung von West Virginia keine zwei zusammenhängenden Amtszeiten erlaubte, musste Hatfield am 4. März 1917 aus dem Amt scheiden. Als wenige Wochen nach dem Ende seiner Amtszeit die Vereinigten Staaten im April 1917 in den Ersten Weltkrieg eintraten, beschloss Hatfield seine medizinischen Kenntnisse der Armee zur Verfügung zu stellen. Er wurde Leiter eines Militärkrankenhauses in Detroit. Nach dem Krieg wurde er Oberstleutnant im medizinischen Dienst der militärischen Reserve. Zwischen dem 4. März 1929 und dem 3. Januar 1935 vertrat er seinen Heimatstaat im US-Senat in Washington. Beim Versuch der Wiederwahl scheiterte er am Demokraten Rush D. Holt Sr., der mit 55,1 Prozent der Stimmen eine deutliche Mehrheit erzielte.
Nach seinem Ausscheiden aus dem Kongress setzte er seine medizinische Laufbahn fort und wurde Leiter eines Krankenhauses. Außerdem hatte er mehrere Farmen erworben, um die er sich jetzt kümmerte. Henry Hatfield starb hochbetagt im Jahr 1962.